# PGC 61930
LEDA/PGC 61930 ist eine Linsenförmige Galaxie vom Hubble-Typ SB0 im Sternbild Pfau am Südsternhimmel, die schätzungsweise 357 Millionen Lichtjahre von der Milchstraße entfernt ist. 
Gemeinsam mit IC 4682, IC 4704, IC 4705 und IC 4712 bildet sie die IC 4682-Gruppe.